# Kya: Dark Lineage
Kya: Dark Lineage è un videogioco in stile avventura dinamica e a piattaforme per PlayStation 2, sviluppato da Eden Games. Il gioco è stato pubblicato da Atari il 18 novembre 2003 in Nord America, e il 2 febbraio 2004 in Europa. Durante il suo sviluppo, il gioco era inizialmente conosciuto con il titolo Kya: Fury of Brazul.

## Trama
Il gioco inizia con Kya, protagonista della storia, che sentendo uno strano rumore viene attratta in una stanza a lei sconosciuta. Lì trova Frank, il suo fratellastro, che attiva un portale il quale risucchia entrambi. Successivamente Kya si risveglia e vede tre Nativ, creature con le fattezze di animali, che la osservano mentre lei è distesa per terra. Essi la esortano ad alzarsi e a seguirli poiché vengono inseguiti da creature chiamate Wolfen. Tutti i Nativ eccetto uno, Aton, vengono catturati; poco dopo lui e Kya raggiungono un villaggio chiamata Nativ City e la ragazza incontra il capo, Atea. 
Quest'ultimo le spiega che i Wolfen sono dei Nativ, che hanno subito una mutazione indotta da Brazul, che si scopre essere Alan, il padre di Kya. Successivamente quest'ultima incontra Akasa, che le insegna a combattere utilizzando dei bracciali in grado di aumentare la sua forza, e acquisisce dei poteri che le danno la capacità di esorcizzare i Wolfen e farli tornare nella loro forma originale. 
Atea accetta di aiutare Kya nella ricerca di Frank, ma in cambio lei deve aiutare i Nativ trasformati in Wolfen e farli tornare alla loro forma originale. Poco dopo la ragazza viene a conoscenza di un medaglione che ha la capacità di farla tornare nella sua dimensione, ma che è stato diviso in sette rune, e decide quindi di andarle a cercare. Durante la ricerca Aton tende un'imboscata a Kya presso una miniera di ambra magica, ma la ragazza riesce a scappare sfruttando il crollo di una zona della miniera. 
Kya scopre che Brazul tiene Frank in ostaggio nel suo laboratorio e decide di andare a salvarlo, ma rimane stupefatta nel rivederlo poiché è stato trasformato da Brazul stesso in un Wolfen. Dopo essersi scontrata con Frank, la ragazza lo esorcizza facendolo tornare alla normalità. 
Kya riesce a raccogliere tutte e sette le rune che però le vengono sottratte da Brazul. Decide quindi di raggiungere la fortezza di egli e recuperare le rune. Nel viaggio incontra nuovamente Aton, trasformato in un Wolfen. La ragazza riesce a sconfiggere lui e successivamente anche con Brazul. Dopo aver recuperato le rune Kya torna a Nativ city dove attiva il portale per tornare a casa insieme a Frank. I due dopo aver attraversato il portale finiscono però in una zona deserta e vengono attaccati da una creatura. 
Esiste un finale alternativo del gioco ottenibile solo se tutti i Wolfen vengono esorcizzati, il quale cambia esclusivamente la musica presente nei crediti finali, che viene sostituita dal brano Sweet soca music di Sugar Daddy.

## Modalità di gioco
La struttura di gioco è quella di un videogioco a piattaforme tridimensionale; il personaggio giocabile nonché protagonista è Kya. Lo scopo principale del gioco è quello di liberare Frank e salvare i Nativ trasformati in Wolfen. Al giocatore è possibile accedere a nuovi luoghi della mappa ogni qualvolta un Nativ esorcizzato fa ritorno a Nativ City. Il sistema di combattimento è principalmente corpo a corpo, anche se è possibile utilizzare alcune armi. Sono disponibili molteplici combinazioni di colpi, riguardo al corpo a corpo. Quando le combinazioni vanno a buon fine viene attivato un effetto rallentatore sulla schermata del giocatore.
Inoltre è possibile aumentare l'efficacia dei colpi acquistando potenziamenti presso i negozi. Tra le armi utilizzabili è presente un boomerang, che ha la particolare capacità di scatenare una rissa fra i nemici. Infatti se esso viene lanciato più volte verso un Wolfen che si trova all'interno di un gruppo di nemici, senza che il giocatore venga scoperto, la creatura darà la colpa ai suoi alleati iniziando quindi uno scontro. All'interno della mappa è possibile spostarsi, in determinate occasioni, sfruttando le correnti d'aria o attraverso uno snowboard. Nel gioco sono presenti anche situazioni di tipo "stealth".

## Sviluppo e pubblicazione
Durante lo sviluppo del gioco Eden Studios pensò di ambientare il mondo del gioco su isole volanti. Al di sopra di queste isole doveva esserci la città dove risiedeva Kya che fu pensata inizialmente come un personaggio maschile.

## Doppiaggio
| Personaggio | Doppiatore originale     | Doppiatore italiano |
| ----------- | ------------------------ | ------------------- |
| Kya         | Millané Kang             | Emanuela Pacotto    |
| Frank       | Matthew Géczy            | Luca Sandri         |
| Brazul      | Jerry Di Giacomo         | Luca Sandri         |
| Atea        | David Gasman             | Paolo Sesana        |
| Nativ       | Jerry Di Giacomo         | Pietro Ubaldi       |
| Aton        | Matthew Géczy            | Raffaele Fallica    |
| Akasa       | Andy Chase               | Luca Sandri         |
| Area        | Andy Chase               | Pietro Ubaldi       |
| Amata       | Matthew Géczy Andy Chase | Raffaele Fallica    |